# ТЕС Ал-Дур I
25°58′16″ пн. ш. 50°36′27″ сх. д. / 25.97111° пн. ш. 50.60750° сх. д.
ТЕС Ал-Дур I – теплова електростанція у Бахрейні.
У 2012-му на майданчику станції ввели в дію два парогазові блока комбінованого циклу потужністю по 617 МВт, у кожному з яких дві газові турбіни потужністю по 201 МВт живлять через відповідну кількість котлів-утилізаторів одну парову турбіну з показником 272 МВт.
Із електростанцією інтегрований завод з опріснення води, який використовує технологію зворотнього осмосу та має потужність на рівні 218 тис м3 на добу. 
Як паливо станція використовує природний газ. Можливо відзначити, що в Бахрейні блакитне паливо переважно надходить від газозбірної системи формації Хуфф родовища Бахрейн, крім того, певні обсяги постачає газопереробний завод Banagas, а з 2019 року – також термінал ЗПГ Бахрейн.
Видача продукції відбувається по ЛЕП, розрахованим на роботу під напругою 220 кВ та 66 кВ.
Проект реалізували через Al-Dur Power and Water Company, засновниками якої виступили французька Engie та кувейтська Gulf Investment Corporation (по 50%).